# Trombocitopenia indotta da eparina

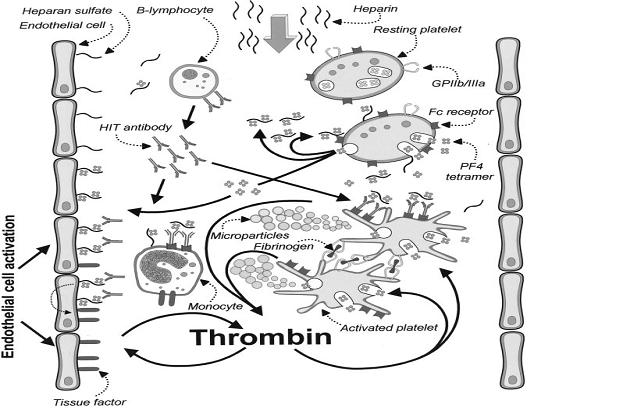
Patogenesi della trombocitopenia indotta da eparina

La trombocitopenia indotta da eparina o (piastrinopenia indotta da eparina, HIT, HITs, sindrome HIT, PIE, TIE, sindrome del trombo bianco) è una complicanza protrombotica, autoimmune e potenzialmente grave del trattamento con eparina.
Storicamente si possono distinguere due forme: la HIT di tipo 1 consiste in una caduta della conta piastrinica non immuno-mediata, transiente e asintomatica. 
La HIT di tipo 2, invece, è caratterizzata da un'attivazione immunologica che determina e sostiene la piastrinopenia, associata alla attivazione piastrinica. 
Attualmente il termine HIT è riservato preferibilmente alla condizione di tipo 2.

## Epidemiologia
La frequenza della HIT è ampiamente variabile a seconda del tipo di eparina utilizzata e, quindi, della immunogenicità (eparina non frazionata (ENF) bovina > ENF porcina > eparina a basso peso molecolare (EBPM)). In particolare, si osserva nel 3% dei pazienti trattati con ENF e nello 0,5% di quelli trattati con EBPM. 
La più alta frequenza di HIT (~5%) è stata riportata in uno studio su pazienti ortopedici che hanno ricevuto ENF per periodi fino a 14 giorni.
La frequenza dipende, poi, dalla popolazione presa in esame (pazienti chirurgici > pazienti internistici > pazienti ostetrici). Questo dipende dall'aumentata attivazione delle membrane endoteliali e della componente piastrinica che si osserva normalmente durante un intervento chirurgico.
Il rischio di HIT aumenta progressivamente con la terapia a partire dal giorno 4 (sebbene il rischio di immunizzazione declini dopo il giorno 10).

## Eziologia
La HIT è un disordine immuno-mediato e autoimmune: 
immunomediato perché le IgG specifiche sono dirette verso epitopi neoformatisi sul fattore piastrinico 4 (PF4) a seguito dell'unione fisiologica con l'eparina sulla superficie piastrinica; 
autoimmune perché le IgG non colpiscono regioni del farmaco, ma regioni del PF4, appartenenti al nostro organismo. 
Tramite lo stimolo all'espressione del fattore tissutale e il legame della porzione Fc delle IgG con i recettori FcγRIIa presenti sia sulle piastrine che sui monociti, si osserva l'attivazione di piastrine, cellule endoteliali e monociti. Si mostra, rispettivamente, degranulazione piastrinica con ulteriore richiamo di nuove piastrine, aumento dell'adesività endoteliale e fagocitosi. 
È importante sottolineare, tuttavia, che le IgG anti-PF4 sono piuttosto comuni nei pazienti trattati con eparina (quasi uno su due), benché la maggior parte di esse non induca aggregazione: per questa ragione la diagnosi deve basarsi sull'osservazione clinica, mentre il riscontro di positività anticorpale rappresenta un utile test di conferma.

## Patogenesi
La trombocitopenia si sviluppa per aggregazione piastrinica anticorpo-mediata ed emerge entro 3 giorni dall'inizio della terapia (se sono presenti in circolo gli anti-PF4 di un altro trattamento eparinico nei 150 giorni precedenti), da 4 a 10 giorni (il tempo di sviluppare una nuova risposta immunologica) oppure, con meno frequenza, oltre 10 giorni. 
Sono descritti in letteratura rarissimi casi di HITT spontanea, a patogenesi autoimmune: i pazienti non sono mai stati sottoposti a eparina, ma possiedono identiche IgG anti-PF4 aggreganti.

### Complicanze
La trombosi (HIT+T) può risultare potenzialmente massiva, incontrollata e ubiquitaria e si osserva nel 35-75% dei pazienti con HIT. L'emorragia è molto rara e caratteristicamente coinvolge le arterie surrenali.
Le più frequenti complicanze legate alla trombosi sono:
- trombosi venosa profonda (TVP) ed embolia polmonare
- ictus
- ischemia critica degli arti con gangrena (cui spesso segue amputazione dell'arto)
- infarto miocardico acuto
- infarto renale con insufficienza renale acuta
- trombosi dei seni venosi cerebrali
- trombosi delle arterie retiniche (cui segue anopsia o emianopsia)

## Anatomia patologica
Caratteristico il riscontro di trombi bianchi, perlopiù di origine venosa.
Marcata l'attivazione endoteliale.

## Clinica
Le manifestazioni cliniche sono del tutto sovrapponibili a quelle della trombosi (localizzata o polidistrettuale).

### Segni e sintomi
- Piastrinopenia generalmente senza porpora, petecchie o altre manifestazioni emorragiche
- Trombosi riscontrabili potenzialmente in ogni distretto corporeo (in particolari segni e sintomi di trombosi venosa profonda, infarto miocardico acuto, ictus, ischemia critica degli arti con gangrena, anopsia/emianopsia)
- Area necrotica in corrispondenza della sottocute sede della puntura eparinica

### Esami di laboratorio e strumentali
La HIT dovrebbe essere considerata una "sindrome clinicopatologica", che unisce caratteristiche cliniche e laboratoristiche: la diagnosi dovrebbe essere posta con certezza nei casi in cui il paziente sviluppa un episodio di piastrinopenia che non può essere spiegato altrimenti (l'aspetto clinico), associato al riscontro di anticorpi attivanti anti-PF4/eparina, che danno generalmente una positività decisamente marcata (l'aspetto patologico).
Alcune convinzioni fasulle, associate invariabilmente a errori frequenti, si mantengono attorno alla trombocitopenia da eparina. 	
Una di queste riguarda la possibilità che la sindrome possa essere diagnosticata soltanto sulla base di criteri clinici. Questo modo di procedere è sbagliato.
La HIT non può essere diagnosticata solamente basandosi sulla presentazione clinica del paziente.
TE Warkentin riporta un esempio emblematico: due pazienti in trattamento eparinico profilattico dopo un'operazione chirurgica sviluppano una piastrinopenia associata a embolia polmonare. Soltanto uno, tuttavia, risulta positivo agli anticorpi dell'HIT con necessità di una terapia sostitutiva. Il paziente negativo, invece, mostra un aumento della conta piastrinica e un miglioramento delle condizioni cliniche nel momento in cui la dose di eparina viene aumentata per sciogliere la resistenza all'eparina.
Si può parlare in casi simili di pseudo-HIT: una condizione nella quale la situazione clinica mima fortemente la sindrome, ma in cui gli anticorpi dell'HIT non sono misurabili.
Un altro falso mito vorrebbe che la positività al test per gli anticorpi dell'HIT portasse automaticamente alla diagnosi di trombocitopenia da eparina. Questo non è vero: gli anticorpi anti-PF4/eparina sono un reperto piuttosto comune (40%) in seguito alla somministrazione recente di eparina.
Oltretutto, se un paziente sviluppa batteriemia e sepsi, questo paziente potrà mostrare una positività anticorpale associata alla piastrinopenia da sepsi.

### Diagnosi differenziale
Tutte le condizioni di piastrinopenia, in particolare la piastrinopenia fisiologica nel post-operatorio cardiochirurgico.
Tutte le principali condizioni protrombotiche, che spesso, drammaticamente, coesistono o sono addirittura motivo della terapia eparinica iniziale.

### Diagnosi precoce
Il monitoraggio sistematico nei primi 10 giorni di trattamento eparinico garantisce una diagnosi precoce, un trattamento alternativo all'eparina e, quindi, una limitazione delle complicanze.

### Risvolti psicologici
La malattia costituisce un esempio singolare e paradossale di patologia poiché i segni e i sintomi sono all'opposto di quelli attesi intuitivamente sulla base dei presupposti eziopatologici: l'associazione di trombosi al trattamento eparinico e alla piastrinopenia la rende una malattia sottodiagnosticata e poco conosciuta da medici non specialisti o non abituati a trattare con farmaci anticoagulanti.

## Trattamento

### Farmacologico
Diagnosticata la HIT è d'obbligo sospendere immediatamente la terapia eparinica e l'eventuale terapia anticoagulante orale. Per la prosecuzione del trattamento o della profilassi, è opportuno somministrare un anticoagulante alternativo all'eparina.
Molte molecole sono state studiate come anticoagulanti alternativi nei pazienti con HIT(T), tra cui il fondaparinux, il danaparoid, l'argatroban, la bivalirudina e la lepirudina.
La lepirudina richiede dosaggi adattati nei pazienti con insufficienza renale e può indurre la formazione di anticorpi cross-reattivi.
L'argatroban, farmaco di scelta negli USA, aumenta il valore dell'INR se somministrato con il warfarin, rendendo problematica la scelta della dose nella transizione all'anticoagulante orale; inoltre, è relativamente controindicato nei pazienti con disfunzione epatica severa. L'Argatroban è disponibile in Italia con la seguente indicazione: “Anticoagulazione in soggetti adulti con trombocitopenia di tipo II, indotta da eparina, che richiedono una terapia antitrombotica per via parenterale. La diagnosi deve essere confermata mediante il test HIPAA (test dell'attivazione delle piastrine indotta da eparina) o da un test equivalente. Tuttavia, tale prova non deve ritardare l'inizio della terapia” (vd. Determina nr. 769 del 15.06.2015 pubblicata in G.U. nr. 149 del 30.06.2015).
La bivalirudina, utilizzata finora solo in piccoli studi, sembra indurre sanguinamento nel 2,4% dei pazienti contro l'1,3% della EBPM e l'1,4 del fondaparinux.
Il pentasaccaride di sintesi fondaparinux è il primo inibitore selettivo del Xa ad aver ricevuto l'approvazione della FDA per la prevenzione e il trattamento della TVP e appare il competitore più promettente delle EBPM.
Uno studio su 2726 pazienti ha dimostrato che il fondaparinux genera anticorpi anti-PF4 con percentuale 10 volte minore di quella dell'ENF, ma paragonabile all'EBPM. Tuttavia, tali anticorpi non indurrebbero attivazione piastrinica né, quindi, trombocitopenia o trombosi. Soprattutto, il fondaparinux non cross-reagisce con gli anticorpi della HIT(T) nei test in vitro: questa evidenza appare confermata dalla limitata esperienza clinica descritta in letteratura.

### Prognosi
La prognosi del paziente con HIT è assai variabile e dipende dalla storia clinica del singolo soggetto.
Tuttavia, una diagnosi precoce e una terapia anticoagulante alternativa immediata generalmente evitano le complicanze gravi.

### Postumi e Follow up
Se la HIT è riconosciuta molto precocemente può decorrere senza alcuna complicanza nella grande maggioranza dei casi: tuttavia, talvolta la trombosi che accompagna la trombocitopenia può portare a complicanze assai gravi in meno di 24 ore, risultando fatale.
A tutti i pazienti che hanno in anamnesi una storia di HIT, è ragionevole somministrare all'evenienza solamente anticoagulanti alternativi, evitando sia l'eparina a basso peso molecolare sia, in particolare, l'eparina non frazionata.
Gli anticorpi della HIT, e con loro il rischio trombotico, vanno via via calando nei 20-150 giorni successivi.

## Prevenzione
Sarebbe opportuno, quando possibile, utilizzare nel trattamento o nella profilassi un anticoagulante che presenta minore immunogenicità rispetto all'eparina non frazionata: ad esempio l'eparina a basso peso molecolare oppure i nuovi pentasaccaridici di sintesi.
In ogni caso è consigliabile intraprendere quanto prima la transizione dall'anticoagulante eparinico alla terapia anticoagulante orale (TAO).